# Рада залізничного транспорту держав-учасниць Співдружності
Рада залізничного транспорту держав-учасниць Співдружності — координаційний орган з питань залізничного транспорту на території держав колишнього СРСР.
Складається з глав адміністрацій і органів управління залізничним транспортом держав СНД.

## Історія
Питання про створення координаційного залізничного органу на території колишнього СРСР офіційно було розглянуте учасниками консультативного процесу на VI Таллінській нараді глав і представників урядів з організації співробітництва в області транспорту і зв’язку 20 вересня 1991 року.
14 лютого 1992 року Глави урядів 11 держав Співдружності Незалежних Держав підписали Угоду про координаційні органи залізничного транспорту, відповідно до якої була заснована Рада залізничного транспорту, що складається з глав адміністрацій і органів управління залізничним транспортом держав СНД.
Офіційною датою створення Ради є 9 березня 1992 року, коли в Москві відбулося перше, організаційне, засідання Ради. У першому засіданні брали участь керівники залізниць Азербайджану, Вірменії, Білорусії, Казахстану, Киргизії, Молдавії, Росії, Таджикистану, Туркменістану, Узбекистану, України. У якості спостерігача в засіданні брав участь керівник Закавказької залізниці (у часи СРСР Закавказька залізниця об’єднувала в собі залізничний транспорт Грузії і Вірменії). Основним підсумком цього засідання було узгодження проекту Положення про Раду залізничного транспорту.
Статутні документи Ради (затверджені протоколом засідання Ради глав урядів СНД від 20 березня 1992 р.): 
- Положення про Раду залізничного транспорту держав-учасниць Співдружності
- Положення про Дирекцію Ради залізничного транспорту держав-учасниць Співдружності

В другому засіданні Ради, що відбулося 6 травня 1992 року, брали участь керівники залізниць Грузії, Латвії, Литви й Естонії, з 1997 року в роботі Ради бере участь Національна Компанія “Болгарські державні залізниці”.
Станом на 2000 за 7 років діяльності Ради проведено двадцять п’ять засідань, на яких були погоджені і передані для підписання координаційним органам Співдружності проекти міждержавних і міжурядових документів СНД з питань залізничного транспорту. 
З моменту утворення Раду очолив міністр шляхів сполучення Російської Федерації, а з 1 жовтня 2003 року — президент відкритого акціонерного товариства «Російські залізниці».
З 14 червня 2005 року Головою Ради є Якунін Володимир Іванович.

## Мета
Головною метою Ради є координація роботи залізничного транспорту на міжнародному рівні, вироблення узгоджених умов і принципів роботи залізничного транспорту для забезпечення функціонування і розвитку транспортних і економічних зв’язків між державами СНД, а також із третіми країнами, прийняття нормативних документів по колу своєї діяльності.

## Членство та процедура ухвалення рішень
Членами Ради є глави адміністрацій і органів управління залізничним транспортом держав-учасниць Співдружності, що входять до складу Ради за посадою. До них відносяться:
- Азербайджан
- Білорусь
- Вірменія
- Казахстан
- Киргизстан
- Молдова
- Росія
- Таджикистан
- Туркменістан
- Узбекистан
- Україна

Як асоційовані члени у роботі Ради беруть участь керівники залізничних адміністрацій Латвії і Болгарії. Залізничні адміністрації Литви й Естонії беруть участь у роботі Ради відповідно до окремих договорів.
Кожний член Ради має один голос. Рішення з питань, що не зачіпають економічних інтересів членів Ради, приймаються кваліфікованою більшістю в дві третини голосів. При цьому рішення Ради не є обов’язковими для тих членів Ради, що не висловили згоду з ними. Рішення з фінансових питань приймаються одноголосно.
Асоційовані члени й інші учасники Ради беруть участь у засіданнях із правом дорадчого голосу. Рішення Ради є для асоційованого члена й учасника Ради обов’язковими, крім тих випадків коли він висловив свою незгоду з ними й офіційно заявив про це.
У засіданнях Ради бере участь Голова Дирекції Ради з правом дорадчого голосу.
Статус спостерігача при Раді мають:
- Міжнародна Конфедерація профспілок залізничників і транспортних будівельників
- Залізниці Ісламської Республіки Іран

## Структура
Вищим органом Ради є засідання Ради, що проводяться не рідше, ніж двічі на рік.
Головою Ради є Міністр шляхів сполучення Російської Федерації без обмеження терміну. Члени Ради щорічно обирають Співголову зі складу членів Ради, який виконує функції Голови у випадку його відсутності.
Засідання скликає Голова. Проводяться засідання, як правило, по черзі в кожній з держав-учасниць. Позачергові наради можуть скликатися з ініціативи Голови або за пропозицією одного або кількох членів.
Постійно діючим виконавчим органом Ради є Дирекція. Дирекцію очолює Голова Дирекції. Дирекція є юридичною особою, має свій штат, самостійний баланс, відособлене майно. Знаходиться Дирекція в Російській Федерації в Москві. Основне завдання Дирекції – реалізація рішень Ради, контроль виконання рішень Ради, здійснення функцій Секретаріату на засіданнях і інших функцій за дорученням Ради.
Для вирішення окремих питань у період між засіданнями Ради Дирекція за дорученням Ради скликає наради уповноважених представників – членів Ради, що призначаються керівниками залізничних адміністрацій з числа керівного складу залізничної адміністрації.

## Робочі органи
Рішеннями Ради створено ряд робочих органів:
- Тарифна конференція повноважних представників залізничних адміністрацій; проводиться не рідше одного разу на рік; основне завдання Тарифної конференції – проведення погодженої тарифної політики і вироблення рекомендацій щодо рівня ставок за перевезення;
- Постійно діюча Комісія повноважних фахівців вагонного господарства залізничних адміністрацій, що виробляє єдині технічні рішення, нормативи і здійснює практичні дії, спрямовані на забезпечення працездатності вагонного парку;
- Інформаційно-технічний центр з обліку вагонного і контейнерного парків і їхнього технічного стану, що займається інформаційним забезпеченням і схоронністю парку вантажних вагонів і контейнерів;
- Комісія фахівців з інформатизації залізничного транспорту, що розглядає питання координації розробки і впровадження автоматизованих систем управління й інших робіт, пов’язаних з інформаційним забезпеченням виробничих процесів;
- Комісія з взаємодії залізничних адміністрацій в області охорони здоров’я;

Претензійна нарада з розгляду спірних справ про відшкодування збитку за незбереженні перевезення вантажів;
Станом на 2000 готувалося рішення про створення Пасажирської комісії.
Крім того, відповідно до доручень Ради Дирекцією скликаються і проводяться наради експертів для вирішення питань і підготовки матеріалів для засідань Ради.

## Зв’язок з іншими міжнародними організаціями
Рада залізничного транспорту працює у взаємодії з Виконавчим секретаріатом СНД і Міждержавним економічним комітетом Економічного союзу Співдружності, а також з іншими органами Співдружності.
Рада взаємодіє з Координаційною транспортною нарадою держав-учасниць Співдружності з загальнотранспортних питань.
Рада також підтримує робочі контакти з ОСЗ та іншими міжнародними транспортними організаціями.

## Завдання
Основними завданнями Ради є:
- узгодження концепції про використання вагонного і контейнерного парків і затвердження методик розрахунків нормативів роботи рухомого складу і контейнерів у сполученні між державами СНД;
- затвердження нормативних документів, що реґламентують організацію перевізного процесу в сполученні між державами СНД і з третіми країнами;
- затвердження системи взаєморозрахунків між залізничними адміністраціями за виконані перевезення, використання локомотивних, вагонних, контейнерного парків і їх ремонт;
- узгодження пропозицій щодо структури і обсягів постачання залізничним адміністраціям рухомого складу, контейнерів і визначення розмірів коштів на їхнє придбання для представлення Урядам СНД;
- затвердження нормативних документів з безпеки руху потягів і основ міждержавних стандартів для забезпечення перевізного процесу за єдиними принципами;
- ухвалення погоджених рішень з пріоритетних напрямків комплексного розвитку залізничного транспорту, наукових досліджень, інших розробок у цій області і порядку фінансування для подальшої їхньої реалізації за планами залізничних адміністрацій;
- затвердження технічних умов навантаження і кріплення вантажів, правил і умов перевезень пасажирів і вантажів, у тому числі з прийому і передачі вантажів, форм перевізних документів, інших документів, що реґламентують взаємовідносини при здійсненні міжнародних перевезень і розмежування відповідальності за їхнє порушення, включаючи несхоронність перевезених вантажів і багажу;
- розгляд питань залізничних тарифів на перевезення пасажирів і вантажів, багажу, вантажобагажу у сполученні між державами СНД, залізницями СНД і з третіми країнами;
- встановлення економічної відповідальності залізничних адміністрацій за порушення в області організації і забезпечення перевізного процесу, ремонту рухомого складу і контейнерів, за несхоронність перевезення вантажів, багажу, прострочення доставки вантажів, інших нормативів роботи, а також затвердження методики і механізму реалізації економічної відповідальності, порядку вирішення спорів між залізничними адміністраціями;
- виконання інших завдань за дорученням Ради глав держав і Ради глав урядів СНД.

## Рішення Ради глав держав і Ради глав урядів СНД
Найважливіші питання залізничного транспорту за пропозицією Ради виносяться для рішення Ради глав держав і Ради глав урядів СНД. Усього главами держав і главами урядів станом на 2000 було прийнято 14 таких документів.

## Вантажні вагони і контейнери
Угода про поділ інвентарних парків вантажних вагонів і контейнерів колишнього МШС СРСР між державами-учасницями Співдружності, Азербайджанською Республікою, Республікою Грузія, Латвійською Республікою, Литовською Республікою, Естонською Республікою і їх подальше спільне використання була укладена главами держав СНД 22 січня 1993 року. 
12 березня 1993 року глави урядів СНД підписали Угоду про спільне використання вантажних вагонів і контейнерів, що є власністю держав-учасниць Співдружності, Азербайджанської Республіки, Республіки Грузія, Латвійської Республіки, Литовської Республіки, Естонської Республіки.
Відповідно до цих угод і рішень Ради був здійснений поділ парків вантажних вагонів і контейнерів і організована їхня спільна експлуатація. Радою були прийняті Правила експлуатації, пономерного обліку і розрахунків за користування вантажними вагонами, що є власністю інших держав, Правила експлуатації, пономерного обліку і розрахунків за користування універсальними контейнерами, що належать залізничним адміністраціям. Створено Автоматизований банк даних інвентарного парку вантажних вагонів залізниць і вагонів, що належать підприємствам і організаціям, утворено Інформаційно-технічний центр з обліку вагонного і контейнерного парків і їх технічного стану. Центр займається інформаційним забезпеченням і схоронністю парку вантажних вагонів і контейнерів.

## Інше
За пропозицією Ради глави урядів СНД 9 вересня 1994 року підписали Угоду про співробітництво в області технічного переоснащення і відновлення залізничного рухомого складу. Відповідно до цієї угоди державні органи зобов’язалися укласти двосторонні і багатосторонні довгострокові угоди про збереження і розвиток взаємовідносин підприємств транспортного машинобудування з залізницями, про технічне переоснащення, ремонт і відновлення залізничного рухомого складу з урахуванням інтересів і вимог сторін, а також про розробку комплексних науково-технічних програм із створення перспективного конкурентноздатного рухомого складу.
9 грудня 1994 року Рада глав урядів СНД, розглянувши доповідь Ради, ухвалила Рішення про заходи для поліпшення роботи залізниць держав-учасниць Співдружності, яке включає ряд важливих заходів, спрямованих на стабілізацію роботи залізниць.
Своїми рішеннями Рада зберегла у якості єдиних нормативно-правові документи, які стосуються умов перевезень пасажирів і вантажів, що діяли на залізницях СРСР, водночас проведена робота зі створення нових документів.
З метою вдосконалення організації пасажирського сполучення залізничними адміністраціями укладена Угода про особливості застосування окремих норм Угоди про міжнародне пасажирське сполучення (СМПС), затверджені Правила проїзду пасажирів у потягах міждержавного сполучення, Правила користування пасажирськими вагонами, Положення про фірмовий потяг у міждержавному сполученні і ряд інших документів.
В області умов перевезень вантажів прийнята Угода про особливості застосування окремих норм Угоди про міжнародне вантажне сполучення (СМГС), Угода про порядок оформлення перевізних документів і стягування провізних платежів за перевезення вантажів у міждержавному і міжнародному сполученнях, ряд інших документів.

## Тарифна політики
Велику увагу Рада приділяє проблемі тарифної політики з перевезення вантажів. На 5-му засіданні Ради (19-20 жовтня 1992 р.) були визначені принципи формування єдиної тарифної політики при перевезенні вантажів. Прийнято, що тарифна політика і рівень ставок за перевезення транзитних вантажів мережею залізниць держав СНД встановлюється самостійно в кожній державі, виходячи з економічної доцільності. Для проведення узгодженої тарифної політики і розробки рекомендацій щодо рівня ставок за перевезення не рідше одного разу на рік проводяться Тарифні конференції повноважних представників залізничних адміністрацій. У своїй роботі Тарифна конференція керується документами, прийнятими Радою глав урядів СНД:
1. Рішенням про Концепцію встановлення узгодженої тарифної політики на залізничному транспорті держав-учасниць СНД (18.10.96);
2. Концепцією встановлення погодженої тарифної політики на залізничному транспорті держав-учасниць СНД (18.10.96);
3. Угодою про проведення погодженої політики в області визначення транспортних тарифів (17.01.97).

## Міжвідомчі договори
Станом на 2000 у рамках Ради підписано більше 70 багатосторонніх міжнародних договорів міжвідомчого характеру, правил, інструкцій, інших відомчих нормативних документів, ухвалені погоджені рішення щодо поділу парку вагонів і контейнерів, умов перевезень пасажирів і вантажів у міждержавному сполученні, тарифної політики, порядку взаєморозрахунків, взаємної відповідальності залізниць, безпеки руху, єдиних технічних вимог по утримуванню рухомого складу, шляхового господарства залізниць, спільних науково-дослідних робіт і т.д.. 

## Результат
Робота, що проводиться в рамках Ради, дозволяє:
- зберегти технологічну єдність залізничної мережі України і держав-учасниць СНД та Балтії;
- зберегти загальний інформаційний і тарифний простір;
- створити нормативну базу, що регулює умови перевезень пасажирів і вантажів у міждержавному залізничному сполученні й у сполученні з третіми країнами;

залучати додаткові обсяги перевезень, у тому числі транзитом через територію України;
- координувати експлуатаційну діяльність залізниць з метою забезпечення економічних зв’язків України з державами-учасницями СНД і Балтії.

## Джерело
- Юрій Пероганич Міжнародні організації у галузі залізничного транспорту і правове регулювання міжнародних залізничних перевезень | Інформаційне суспільство в Україні [Архівовано 13 січня 2019 у Wayback Machine.]